# Rhaponticum longifolium
Rhaponticum longifolium là một loài thực vật có hoa trong họ Cúc. Loài này được (Hoffmanns. & Link) Soskov miêu tả khoa học đầu tiên năm 1959.